# Turiso
Turiso es un concejo del municipio de Lantarón, en la provincia de Álava, País Vasco, España.

## Localización
Está situado en el límite este del municipio, en el centro de la cuadrilla de Añana, a una altitud de 646 metros. Las localidades más cercanas a Turiso son Salcedo, Molinilla y Villabezana, todas ellas en el entorno de Miranda de Ebro y algo más lejanas de la capital de la provincia (Vitoria).

## Accesos
El mejor acceso al concejo es desde la población vecina de Salcedo, a la que pertenecía hasta hace unas décadas, por la carretera A-4321. Para llegar a esta debe circularse antes por la A-2122, a la altura de la zona industrial de Zubillaga.

## Geografía
Paisajísticamente el pueblo es interesante como mirador sobre el valle del Ebro en la zona entre el desfiladero de Sobrón y Miranda de Ebro.

## Historia
Aunque la población solo aparece documentada desde el siglo X, restos de la edad de bronce y romanos certifican su existencia anterior a la época medieval.
A mediados del siglo XIX, el lugar, por entonces parte del ayuntamiento de Salcedo, tenía contabilizada una población de 80 habitantes. La localidad aparece descrita en el decimoquinto volumen del Diccionario geográfico-estadístico-histórico de España y sus posesiones de Ultramar de Pascual Madoz de la siguiente manera:

TURISO: v. del ayunt. de Salcedo, en la prov. de Alava (á Vitoria 5 leg.), part. jud. de Añana (1 1/2), aud. terr. de Búrgos, c. g. de las Provincias Vascongadas, dióc. de Calahorra (18): sit. en un alto á la falda de un monte; clima templado, reina el viento N. y se padecen constipados y perlesias. Tiene 26 casas; escuela de primera educacion para ambos sexos, frecuentada por 25 alumnos y dotada con 22 fanegas de trigo; una igl. parr. (San Martin) servida por dos beneficiados de entera, y dos de media racion; y para el surtido de los habitantes una fuente dentro y varias fuera de la pobl., de aguas comunes y saludables. El térm. confina N. Caicedo y Sopeña; E. San Pelayo; S. Salcedo, y O. Molinilla; hallándose dentro de su circunferencia un monte bastante poblado. El terreno es de 2.ª clase. caminos: los que dirigen á los pueblos confinantes: el correo se recibe de Miranda de Ebro por balijero. prod.: trigo, cebada, avena y otros granos; cria de ganado vacuno, mular y lana; caza de liebres, raposos, codornices y perdices. pobl.: 15 vec., 80 almas. contr. con su ayunt (V.).
(Madoz, 1849, p. 185)

Hasta finales del siglo XIX todavía existía en el pueblo la torre fortaleza de los Zúñiga, hoy desaparecida. Con sus piedras se construyó durante la Segunda República la escuela del pueblo.

## Demografía

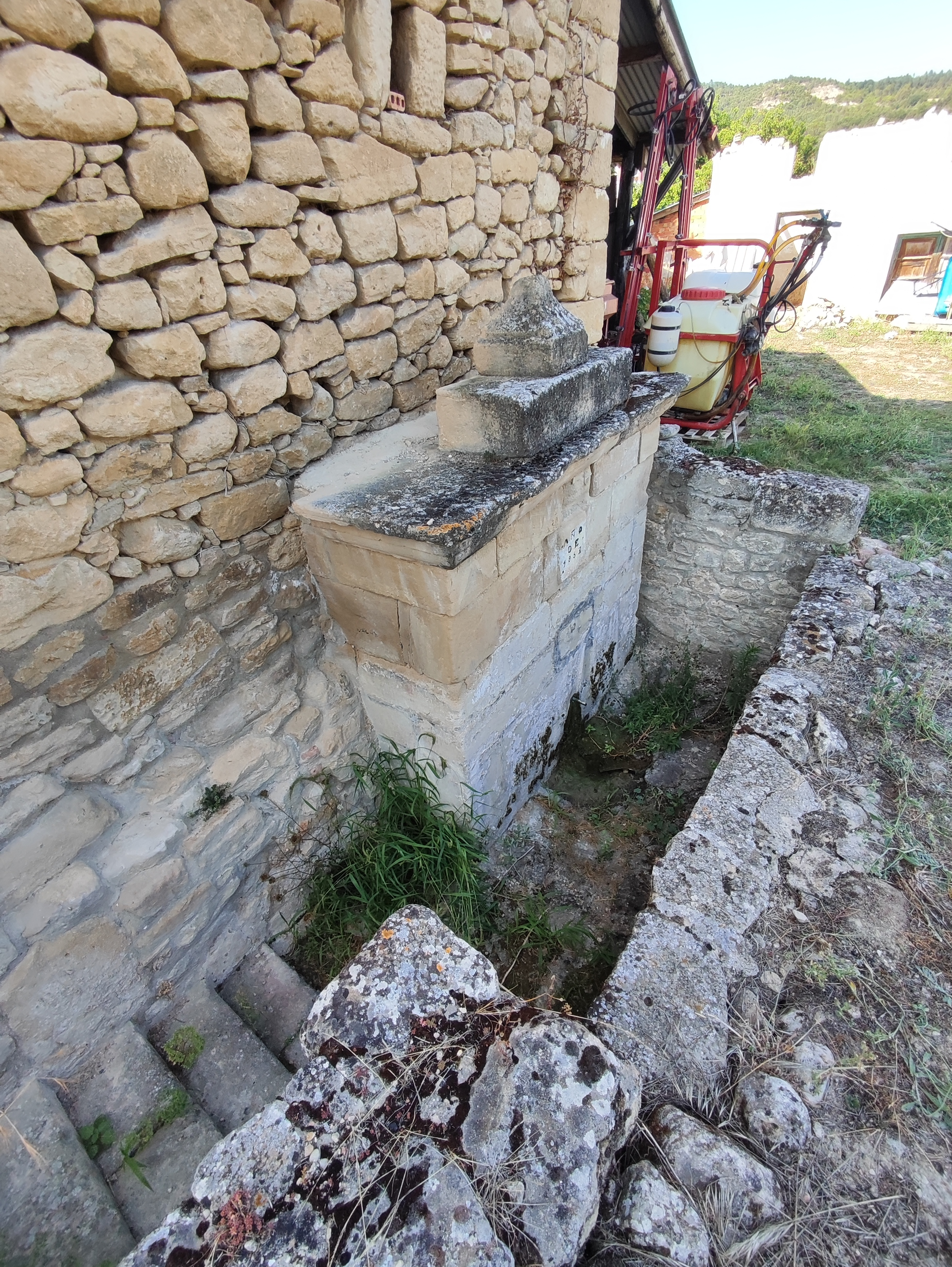
Fuente "La Chorrilla"

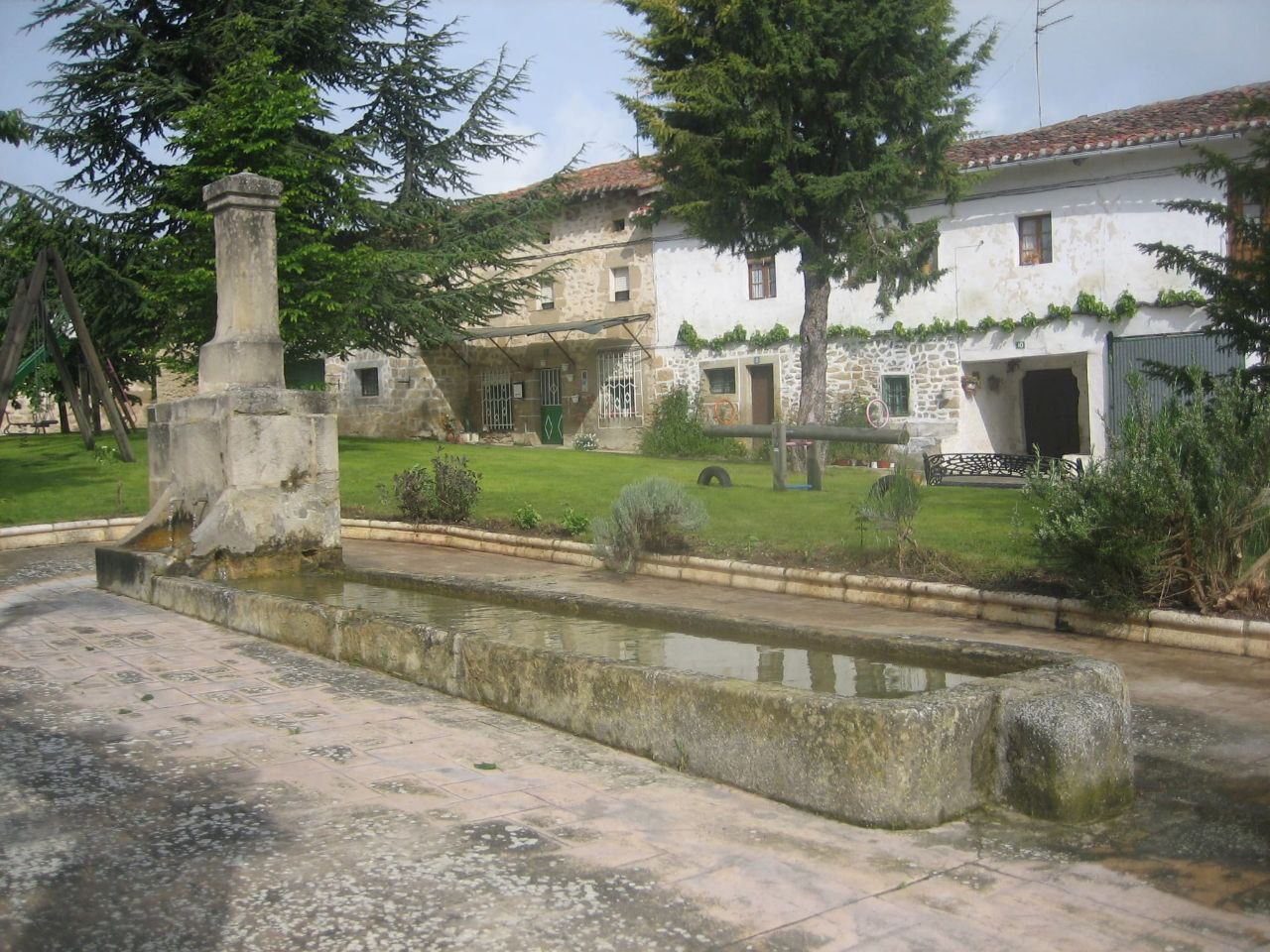
Fuente y abrevadero de la plaza

| Gráfica de evolución demográfica de Turiso entre 2000 y 2017 |
|                                                              |
| Población de derecho según los censos de población del INE.  |

## Cultura

### Patrimonio material
- Iglesia de San Martín. Retablo del siglo XVI de la capilla norte, excepcional, y el retablo central del siglo XVII, resaltando sus imágenes. También es interesante la imagen de la Andra Mari del retablo de la capilla sur, que no pertenece originariamente a este retablo.[6]
- Cruz de la iglesia.[7]
- Juego de bolos. Instalación descubierta junto a la iglesia parroquial, en un rincón ajardinado que comparte con la cruz del acceso al templo. Apto para la práctica de la modalidad palma de cuatro, se desarrolla la pista de tierra y césped en sentido norte-sur, rehundida en el terreno pero sin límites laterales.[8]
- Fuente La Plaza o El Campo. Abrevadero y lavadero. Hasta hace pocos años todavía se mantenía en pie el lavadero que completaba la tripleta de servicio (1) pero con la reforma reciente de la plaza desapareció para dar lugar a bancos, setos y alguna instalación de esparcimiento infantil.[9]
- Fuente-lavadero "La Chorrilla". Fuente en pilastra con frente de sillería. Se ubica al norte del núcleo, soterrada en la parte trasera de una vivienda actual para buscar el manantial. Descendiendo unas gradas pétreas se llega al pequeño corredor que conduce al depósito o arca de sillería (2,25 x 2,4 x 0,80 metros) adosado a la pared de mampostería que conforma la vivienda particular y donde surge el manantial que se recoge en el arca sobria con grifo moderno en la parte baja y remate moldurado en cornisa y penacho cuadrangular. En la parte alta un sillar levemente saliente alberga la inscripción "AÑO / DE / 1863".[10]
- Fuente "La Gavilana". Ubicada a la izquierda de la calle central que recorre Turiso en sentido norte-sur desde la plaza. Parece tratarse de la primera fuente de uso público en Turiso, de los tres puntos de abastecimiento que todavía se conservan.[11]

### Patrimonio inmaterial
- Tercer fin de semana de agosto.